# Blato (Mljet)
Blato är en ort i Kroatien. Den ligger i länet Dubrovnik-Neretvas län, i den sydöstra delen av landet, 400 km söder om huvudstaden Zagreb. Blato ligger 50 meter över havet och antalet invånare är 3 677. Den ligger på ön Mljet.
Terrängen runt Blato är varierad. Runt Blato är det ganska tätbefolkat, med 108 invånare per kvadratkilometer. Blato är det största samhället i trakten.